# Daisuke Kitahara
Daisuke Kitahara (japanisch 北原 大奨 Kitahara Daisuke; * 4. April 1994 in der Präfektur Kanagawa) ist ein japanischer Fußballspieler.

## Karriere
Daisuke Kitahara erlernte das Fußballspielen in der Jugendmannschaft von Shonan Bellmare und der Universitätsmannschaft der Tokai-Universität. Vom 5. Juli 2016 bis Saisonende wurde er von der Universität an den YSCC Yokohama ausgeliehen. Der Verein aus Yokohama spielte in der dritten japanischen Liga. Hier absolvierte er 13 Drittligaspiele. Nach der Ausleihe wurde er im Februar 2017 von YSCC fest unter Vertrag genommen. Hier stand er bis Saisonende 2018 unter Vertrag. 2019 wechselte er nach Akita zum Ligakonkurrenten Blaublitz Akita. Für den Drittligisten absolvierte er 13 Ligaspiele. Matsue City FC, ein Viertligist aus Matsue, verpflichtete ihn im Januar 2020. Nach elf Viertligaspielen unterschrieb er im Januar 2021 einen Vertrag beim Regionalligisten Tochigi City FC. Mit dem Verein aus Tochigi spielte er viermal in der Kanto Soccer League (Div.1). Von Februar 2022 bis August 2022 war er vertrags- und vereinslos. Ende August 2022 zog es ihn nach Deutschland. Hier stand er bis Jahresende 2022 in Duisburg beim FSV Duisburg unter Vertrag. Mit dem Verein spielte er fünfmal in der Oberliga Niederrhein. Im Januar 2023 kehrte er nach Japan zurück. Die Saison 2023 spielte er beim Fünftligisten Basara Hyogo in der Kansai Soccer League (Div.1). Die Spielzeit 2024 stand er beim Viertligisten Atletico Suzuka Club unter Vertrag. Für den Verein aus Suzuka bestritt er ein Ligaspiel. Nach der Saison 2024 wurde sein Vertrag nicht verlängert.